# 瑞金大樓
愛司公寓，現名瑞金大樓，是上海市的一座歷史建築，位於瑞金一路150号，修建於1927年。這座建築的設計者是著名建築家邬达克，他也是國際飯店等上海著名建築的設計者。建築外觀是法國文藝復興式風格，共有7層，鋼筋混凝土結構。1997年，瑞金大樓被列入上海市第三批優秀歷史建築名單。